# Mustin (Mecklenburg)
Mustin ist eine Gemeinde im Nordosten des Landkreises Ludwigslust-Parchim in Mecklenburg. Sie wird vom Amt Sternberger Seenlandschaft verwaltet.

## Lage
Die Gemeinde liegt inmitten einer hügeligen, seenreichen Landschaft östlich von Sternberg. Größere Seen im Gemeindegebiet sind der Ruchower See, der Scharbower See, der zweigeteilte Mustiner See, der Höltensee und der Bolzer See im Süden. Letzter steht unter Naturschutz. Im Westen grenzt die Gemeinde an den Rothener See und im Nordosten an den Lenzener See. Letzterer gehört zu einem kleinen Teil zur Gemeinde und liegt im Naturschutzgebiet Upahler und Lenzener See. In der Nähe des Sees liegt der Rostocker Berg mit 77,8 m ü. HN und etwas südöstlich davon eine namenlose Anhöhe mit 95 m ü. HN als höchster Punkt in der Gemeinde. Die nächstgrößeren Städte sind Sternberg (10 km) und Güstrow (20 km).

## Geschichte
Zur Gemeinde gehören die Ortsteile Mustin, Lenzen, Ruchow und Bolz.

### Bolz
Bolz blieb in der Ortshistorie lange durch das Rittergut geprägt. Bolz galt als altes Lehngut. Vor 1900 war das 711 ha Gut in bürgerlichen Händen und gehörte Martin Müller. Kurz vor der großen Wirtschaftskrise, also 1928, weist das letztmals amtlich publizierte Güter-Adressbuch Mecklenburg 709 ha Gesamtfläche aus. Der größte Teil waren die Ackerflächen mit 436 ha. Zum Gut gehörte ein mittlerer landwirtschaftlicher Betrieb mit Rindviehhaltung und Schweinezucht. 80 ha umfasste der gutsherrliche Waldbesitz und eine Stellmacherei. Letzte Gutsbesitzer waren die Brüder Eggerd von Voß und Fritz-Jürgen von Voß. Als Verwalter fungierte R. Brinkmann. Eggerd von Voß, eigentlich von Voß-Wollradt, war mit der Gutsbesitzerstochter Ester-Marie von Hertell-Daugzin verheiratet und lebte nach der Bodenreform noch einige Jahre in Machnow südlich von Berlin. Sein Bruder ging mit Familie nach Westfalen.

### Mustin
Mustin wurde erstmals am 13. April 1325 urkundlich to Mostyn vnde Tzulow onftich erwähnt, auch 1453 noch als Mostyn. Heinrich von Mecklenburg verlieh den Rittern von Cramon diverse Ländereien in der terra Sternberg. Der Name bezieht sich auf das slawische Wort moštĭ für Macht oder mostŭ für Brücke. Das Gut befand sich u. a. im Besitz der Familien von Cramon, von Restorff (ab 1444) und von Parkentin (ab 1662) und Hermann Bolten (ab 1895). Um 1800 wurde der Ort zum Gutsdorf.  Das zweigeschossige, 11-achsige Gutshaus Mustin wurde zu DDR-Zeiten abgebrochen. 1862 brannte die Rothener Mühle ab und 1886 erfolgte der Bau der Brücke zwischen Mustin und Rothen. Am 1. Juli 1950 wurden die bisher eigenständigen Gemeinden Bolz, Ruchow und Zülow eingegliedert. Erst 1955 bekam der Ort eine zentrale Wasserversorgung.

### Lenzen
Lenzen wurde erstmals am 13. März 1357 urkundlich erwähnt. Am 28. Mai 1399 verkauften Heinrich und Albert Brüsehaver für 40 Lübische Mark zwei Hufen an Ekhard Gaarz. Herman Rodebekens Tochter Magdalene verpfändete am 25. April 1414 wegen 450 Lübische Mark Schulden den Hof und das Dorf Lenzen und sechs Hufen zu Lennewitz (heute Lähnwitz) an Werner Cremon. Zeugen waren damals Herrman Cremon aus Borkow, Reimer Cremon aus Mustin, Hans Cremon aus Sternberg und Priester Nicolaus Schakke aus Ruchgouw (heute Ruchow). An der im Landeshauptarchiv zu Schwerin vorhandenen Urkunde hängen noch sechs Siegel. 1551 erfolgte die Verleihung des Burglehns an Iodocus Schmidt. 1674 wurden genannt Peter Schörke, Jürgen Schörke, Chim Jarling, Hanß Drevahl, Hanß Grützmacher, Cim Krüger und Chim Schutte. Dieses Dorff Lentzenn ist im 30 Jehrigen Teütschen Kriege auch wüste geworden, undt nunmehr eine geringe Meyerei dahin gelegt. In den Jahren von 1651 bis 1678 gab es Streitigkeiten bei Holzfällungen auf dem Lenzer Felde, die 1776 durch den Ober-Jägermeister von Koppelow aus Schwerin mit Forstinspektor Wolff und Förster Friedrich Höppner aus Goldberg verhandelt wurden.
1711 soll auf dem Hof ein Pachthaus, eine Scheune und ein Schafstall gestanden haben. 1742 wurde das neue Wohnhaus mit 11 Gebind gebaut. Im Dorf standen ein Kathen mit 5 Gebind, das Weber-Haus von 4 Gebind und der alte Schäfer-Kathen.
Zu Grenzstreitigkeiten kam es zwischen 1716 und 1736 nach dem Grenz -Statut zwischen Lenzen, Ruchow und 1728 mit von Parkentin aus Bolz. 1737 war Klosterjäger Cords mit 80 Jahren noch im Amt, Jäger und Holzwärter war Hirsch aus Groß Upahl. 1789 gab es im Dorf zweihischige Kathen mit Kuh- und Schweinestall. Es wohnten dort Friedrich Meyer, Joachim Schuldt, Dirne Marie Riecken, der junge Jacob Fick, Kuhirte Seidler und Schäfer Gaatz.
Pächter des Klosteramtes: 
- 1720 Niklas Evers
- 1751 Hans Christian Dreves
- 1774 Hans Heinrich Hausschild
- 1783 Joachim Friedrich Greverath
- 1789 Peter Friedrich Eschenbach[18]
- 1803 Friedrich Posenow
- 1811 Friedrich Puls
- 1830 Wilhelm Puls
- 1854 Johann Christian Puls
- 1868 Hermann Haase
- 1875 Ferdinand Busch (Rusch)
- 1896 Karl Flindt
- 1916 F. W. Feulgen
- 1932 Arthur Schapitz
- 1935 Ernst Gerdtz

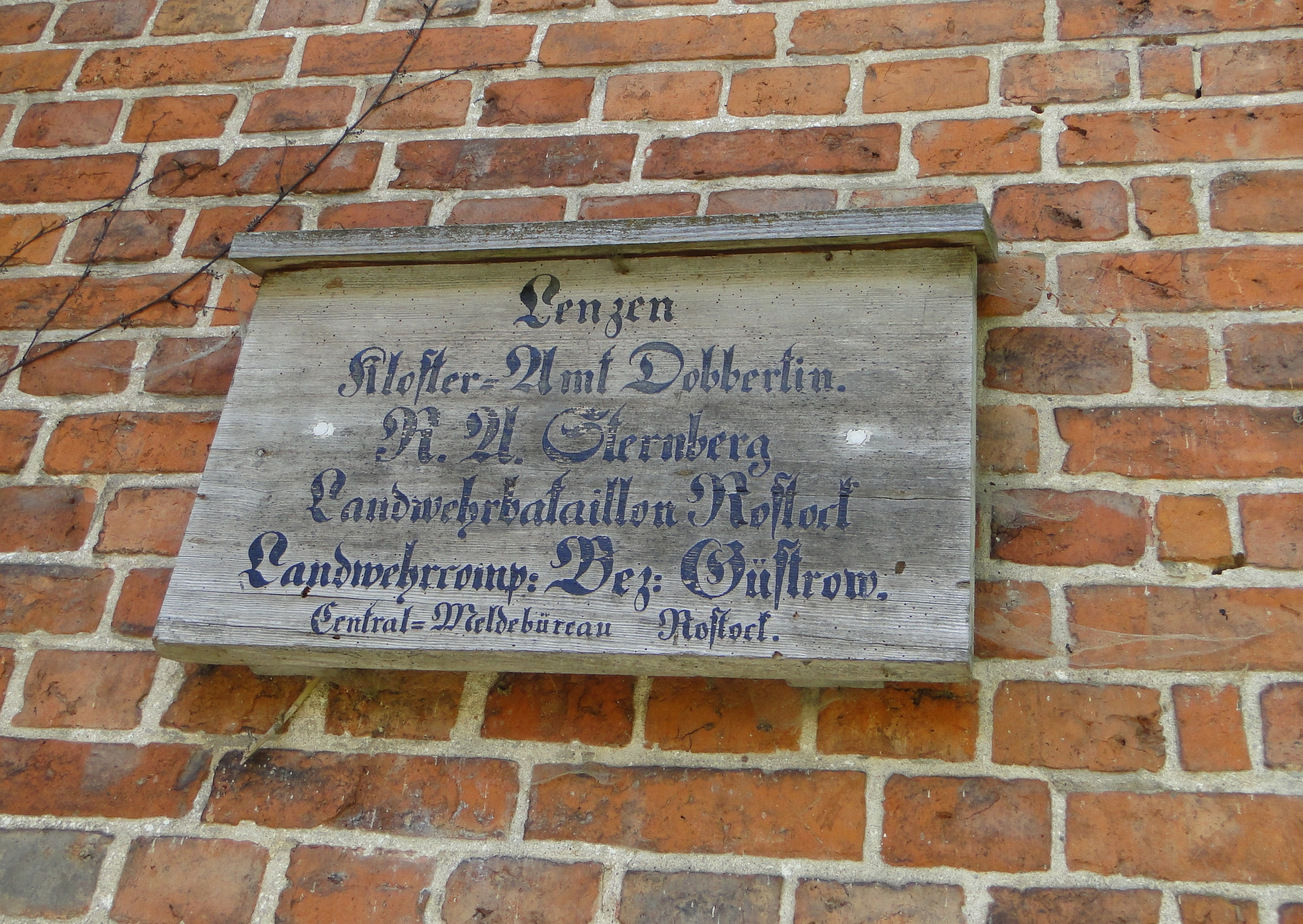
Ortsschild von Lenzen des Klosteramtes Dobbertin (2011)

Ab 1800 wurden dann die Grenzen des Gr. Upahler Sees und des Lenzener Sees vermessen. Im Frühjahr 1810 hatte der Pächter Friedrich Puls bei französischen Militärfuhren 6 Pferde verloren. Durch den Kammeringenieur Stüdemann wurden 1826 zu den Grenzen zwischen dem Dobbertinschen Klostergut Lenzen und den Gütern Bolz und Ruchow ein Plan gefertigt. 1858 wurden mit Förster Pflugradt aus Länwitz die Grenzen zwischen Lenzen und dem Upahler Forst erneuert.
1804 und 1861 wurden in Lenzen zwei zweihischige Kathen und ein Anbau am Schafstall errichtet. 1866 soll das Klosteramt Dobbertin in Lenzen eine Sommerschule für Kinder eingerichtet haben und 1871 gab es einen Pfarrkostenstreit mit der Kirchgemeinde zu Ruchow. 1883 wurde ein Pferde- und Kuhstall errichtet.
1886 erfolgte der Wiederaufbau der Scheune in Fachwerk mit Rohrdach von 40 m Länge und 13 m Breite durch Zimmerermeister Rolack, die Zeichnung fertigte Maurermeister Andreas vom Klosterbauhof Dobbertin. 1901 wurde für Pächter Flindt ein Eiskeller gebaut und 1911 im Viehhaus ein zweiter Kornboden.
Am 20. August 1914 gab es eine Klage vor dem Großherzoglichen Landgericht zu Güstrow gegen den Pächter Flindt: als Eigentümer des Klostergutes Lenzen habe er nicht das Recht, Rohr im Lenzener See zu schneiden und das Vieh darin zu tränken.

### Ruchow
Ruchow wurde am 27. Oktober 1234 erstmals als Kirchdorf Ecclesia cum Omnibus pertinentiis suis erwähnt. Bischof Brunward von Schwerin verlieh dem Benediktiner-Nonnen-Kloster Dobbertin die freie Wahl von Propst und Priorin und das Archidiakonat über die Kirchen in Goldberg, Lohmen, Ruchow, Karcheez und Woserin. Es heißt: In Ruchow is de Düwel den'n Herrgott öwer. De Möhl steiht höger as de Kark. Hügelgräber bei Ruchow  und der Steintanz am Rostocker Berg beim Lenzener See zeugen von einer älteren Besiedlung. 1826 gab es in Ruchow ein Armenhaus; denn nach der Armenordnung war Bettelei verboten und die Bettler kamen in das Landarbeiterhaus in Güstrow.

## Politik

### Gemeindevertretung und Bürgermeister
Der Gemeinderat besteht (inkl. Bürgermeister) aus 6 Mitgliedern. Die Wahl zum Gemeinderat am 26. Mai 2019 hatte folgende Ergebnisse:
| Partei/Bewerber       | Prozent | Sitze |
| --------------------- | ------- | ----- |
| Wählergemeinschaft    | 62,68   | 4     |
| Einzelbewerber Kunst  | 21,83   | 1     |
| Einzelbewerber Renner | 15,49   | 1     |

Bürgermeister der Gemeinde ist Berthold Löbel, er wurde mit 80,31 % der Stimmen gewählt.

### Dienstsiegel
Die Gemeinde verfügt über kein amtlich genehmigtes Hoheitszeichen, weder Wappen noch Flagge. Als Dienstsiegel wird das kleine Landessiegel mit dem Wappenbild des Landesteils Mecklenburg geführt. Es zeigt einen hersehenden Stierkopf mit abgerissenem Halsfell und Krone und der Umschrift „GEMEINDE MUSTIN“.

## Sehenswürdigkeiten

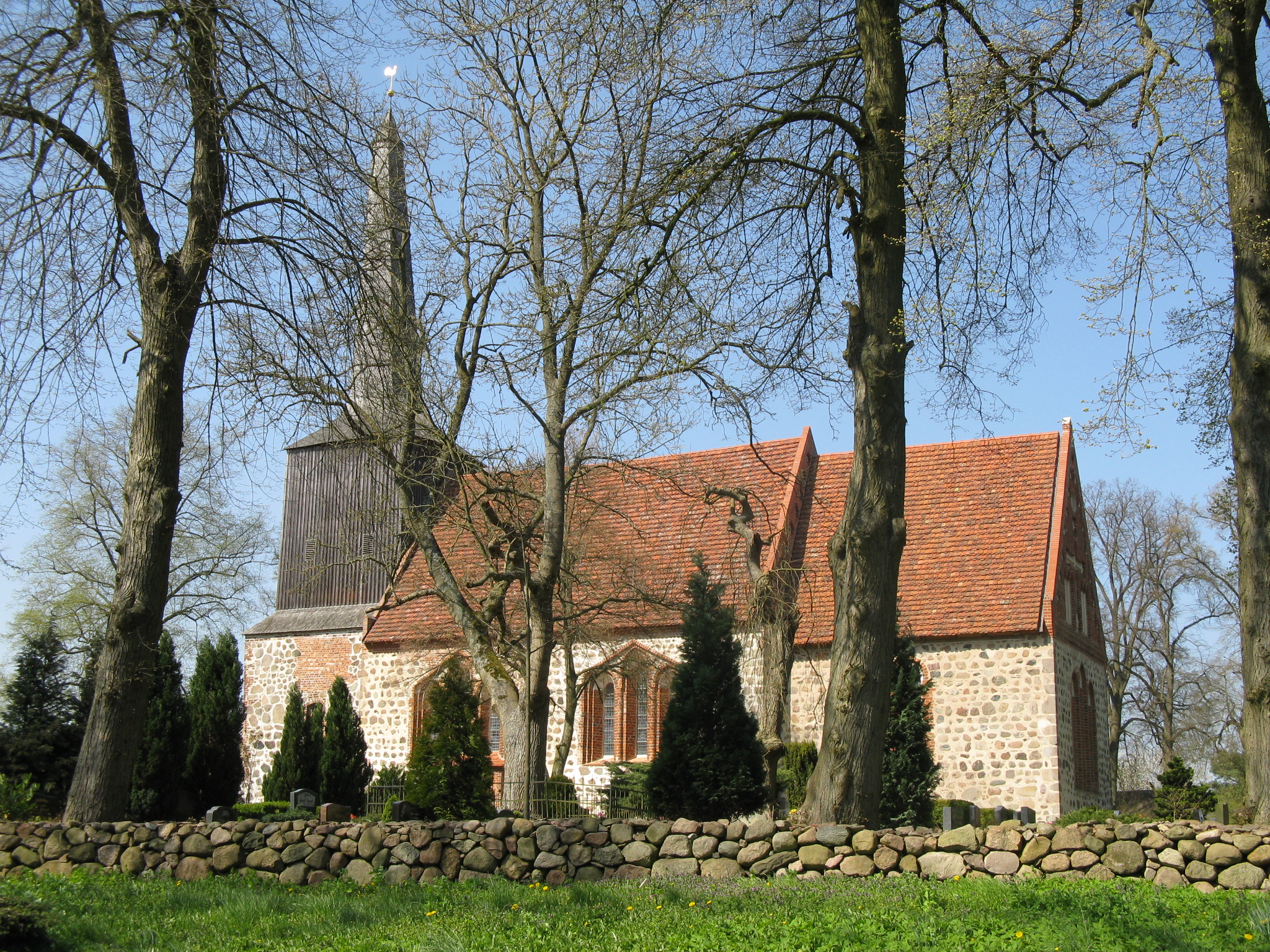
Dorfkirche Ruchow (2009)

- Dorfkirche Ruchow, Feldsteinkirche von 1275
- Naturschutzgebiet Upahler und Lenzener See
- Brümmelmoor

## Kultur
Seit 1991 besteht ein Programmkino des Dachverbandes der kulturellen Kinos und Filmklubs, Filmkommunikation Landesverband Mecklenburg-Vorpommern auf dem Töpferhof Lenzen mit jährlichem Filmfest.

## Verkehr
Die Gemeinde wird im Norden durch die Bundesstraße 104 und im Süden durch die Bundesstraße 192 eingegrenzt.

## Persönlichkeiten

### Bolz
- Ludwig Reinhard (1805–1877),  Lehrer und 1848 Mitglied der Nationalversammlung in der Frankfurter Paulskirche, ist 1877 in Bolz gestorben.
- Rainer Stuchlik (1926–2006), Maler und Grafiker, lebte seit 1977 in Bolz

### Mustin
- Christoph Heinrich von Restorff (1722–1788) zu Mustin, Festungskommandant zu Dömitz 1778 und Zuchthausdirektor.[31]
- Leon von Erhardt (1847–nach 1920), preußischer Rittmeister, Autor des Spiritismus und Kunstmaler
- Werner Schulze (1903–1978), Dermatologe, Professor an der Universität Rostock und Direktor der Universitäts-Hautklinik

### Ruchow
- Ulrich Martin August Max Johannes Schliemann, geb. 11. Oktober 1884 in Ruchow, stud. theol. Tübingen, Leipzig, Erlangen, Rostock, 1908 Rektor in Kröpelin, 1910 Rektor in Neubuckow, 1912 Pastor in Toitenwinkel, 1931 Pastor in Dobbertin, dort am 10. Oktober 1933 entlassen, danach Pastor in Florianópolis, Brasilien.[32]

### Gedruckte Quellen
- Mecklenburgisches Urkundenbuch (MUB)
- Mecklenburgische Jahrbücher (MJB)

### Ungedruckte Quellen
Landeshauptarchiv Schwerin (LHAS)
- LHAS 1.5-4/3 Urkunden Kloster Dobbertin.
- LHAS 2.12-3/2 Klöster und Ritterorden, Landeskloster Dobbertin.
- LHAS 3.2-3/1 Landeskloster/Klosteramt Dobbertin.
- LHAS 3.2-4 Ritterschaftliche Brandversicherungsgesellschaft. (1782–1932)
- LHAS 5.11-2 Landtagsversammlungen, Landtagsverhandlungen, Landtagsprotokolle, Landtagsausschuß.
- LHAS 5.12-4/3 Ministerium für Landwirtschaft, Domänen und Forsten.
- LHAS 10.63-1 Verein für mecklenburgische Geschichte und Altertumskunde.